# Ektoderm
Ektoderm je vnější zárodečný list, který se vyvíjí ve stadiu gastruly společně s entodermem. Vzniká z něj většina epitelů, pokožka a její deriváty (vlasy, nehty), výstelka začátku a konce zažívací trubice, dále například čichové buňky, mozeček, tyčinky a čípky a dřeň nadledvin; u vzdušnicovců vzdušnice a u triblastik ve stadiu neuruly nervová soustava, rohovka a čočka oka.
Specifickým typem ektodermu je neuroektoderm, z něhož vzniká nervová soustava a neurální lišta.